# Liga Adriática de Basquetebol de 2025-26
A Temporada 2025-26 da Liga Adriática de Basquetebol será a 25ª temporada da competição regional masculina que une clubes da ex-Jugoslávia (Sérvia, Croácia, Bósnia e Herzegovina, Montenegro, Eslovénia, à partir da temporada 2024-25, os Emirados Árabes Unidos. O torneio é organizado pela entidade privada ABA Liga Jtd.
A equipe do KK Partizan é o atual campeão e também historicamente o maior vencedor da competição com 8 títulos.
Após 23 de setembro de 2021, a equipe passou a receber naming rights de seu patrocinador principal, a competição passou a chamar-se AdmiralBet Aba League.

## Equipes participantes
A Liga Adriática (ABA liga) na atual temporada atual passa por nova expansão, onde a liga buscava alcançar o número de vinte participantes e seriam distribuídos quatro convites. Vários clubes da Europa Central e Leste Europeu manifestaram desejo de ingressar na liga, inclusive o Hapoel Tel Aviv havia se pronunciado porém declinaram. À propósito, cada convite, dito Wild Card custa em torno de um milhão e meio de euros e por fim BC Vienna (Áustria) e U-BT Cluj-Napoca (Romênia) concordaram com todos os termos e assinaram contrato de permanência de três anos na liga.
Outros dois clubes que disputarão a liga são Bosna (Bósnia e Herzegovina), campeão da ABA Liga2, que substitui o rebaixado Mornar Bar,e Ilirija (Eslovénia), vencedor do playoff contra Cibona Zagreb e que substituirá os croatas na atual temporada.
| Clube                     | Localização | Arena                           | Capacidade |
| ------------------------- | ----------- | ------------------------------- | ---------- |
| Borac Mozzart             | Čačak       | Pavilhão Borac                  | 4 000      |
| Bosna BH Telecom          | Sarajevo    | Pavilhão Olímpico Zetra         | 13 000     |
| Budućnost VOLI            | Podgorica   | Centro Esportivo Morača         | 4 300      |
| Cedevita Olimpija         | Liubliana   | Arena Stožice                   | 12 480     |
| Crvena Zvezda Meridianbet | Belgrado    | Pavilhão Aleksandar Nikolić     | 5 878      |
| Dubai Basketball          | Dubai       | Coca-Cola Arena                 | 17 000     |
| FMP Soccerbet             | Belgrado    | Železnik Hall                   | 3 000      |
| Igokea M:tel              | Laktaši     | Pavilhão Laktaši                | 3 050      |
| Ilirija                   | Liubliana   | Tivoli Hall                     | 6 800      |
| Krka                      | Novo Mesto  | Pavilhão Esportivo Leon Štukelj | 2 500      |
| Mega Superbet             | Belgrado    | Pavilhão Ranko Žeravica         | 5 000      |
| Partizan Mozzart Bet      | Belgrado    | Pavilhão Aleksandar Nikolić     | 5 878      |
| SC Derby                  | Podgorica   | Centro Esportivo Morača         | 4 300      |
| Spartak Office Shoes      | Subotica    | Dudova šuma                     | 3 000      |
| Split                     | Split       | Arena Gripe                     | 3 500      |
| Vienna                    | Viena       | Hallmann Dome                   | 1 399      |
| U-BT Cluj Napoca          | Cluj-Napoca | BTarena                         | 10 000     |
| Zadar                     | Zadar       | Pavilhão Krešimir Ćosić         | 7 847      |

fonte:aba-liga.com

## Formato de competição
Além da expansão para dezoito equipes, a liga passa por mudanças no regulamento para a atual temporada. Até a temporada passada todas as dezesseis equipes se enfrentavam em turno e returno, enquanto nesta temporada os participantes serão divididos em dois grupos com nove clubes. Ao término das dezesseis rodadas iniciais (com jogos apenas dentro do grupo), as quatro melhores equipes do Grupo A e do Grupo B ingressarão no Top 8, onde enfrentarão apenas as equipes do outro grupo, totalizando mais oito rodadas. Simultaneamente à disputada do Top 8, será realizado o Play-out onde as cinco equipe pior classificada dentro de cada grupo, se enfrentarão em jogos de ida e volta, na mesma lógica do Top 8 apenas enfrentando equipes do outro grupo.
As seis melhores equipes do Top 8 classificam-se diretamente para os Playoffs, enquanto 7º e 8º colocados jogarão os Play-ins contra os dois melhores classificados dos Play-outs. Os últimos colocados dos Play-outs será rebaixado para a ABA2 enquanto o penúltimo disputará repescagem contra o finalista da ABA2.

## Temporada regular
fonte:aba-liga.com/standings
| Pos. | Clube                | J | V | D | P+ | P- | SP | P | Classificação |
| ---- | -------------------- | - | - | - | -- | -- | -- | - | ------------- |
| 1    | Partizan Mozzart Bet |   |   |   |    |    |    |   | Playoffs      |
| 2    | Dubai Basketball     |   |   |   |    |    |    |   | Playoffs      |
| 3    | U-BT Cluj Napoca     |   |   |   |    |    |    |   | Playoffs      |
| 4    | Igokea M:tel         |   |   |   |    |    |    |   | Playoffs      |
| 5    | SC Derby             |   |   |   |    |    |    |   | Play-outs     |
| 6    | FMP Soccerbet        |   |   |   |    |    |    |   | Play-outs     |
| 7    | Borac Mozzart        |   |   |   |    |    |    |   | Play-outs     |
| 8    | Split                |   |   |   |    |    |    |   | Play-outs     |
| 9    | Krka                 |   |   |   |    |    |    |   | Play-outs     |

| Pos. | Clube                     | J | V | D | P+ | P- | SP | P | Classificação |
| ---- | ------------------------- | - | - | - | -- | -- | -- | - | ------------- |
| 1    | Budućnost VOLI            |   |   |   |    |    |    |   | Playoffs      |
| 2    | Crvena Zvezda Meridianbet |   |   |   |    |    |    |   | Playoffs      |
| 3    | Cedevita Olimpija         |   |   |   |    |    |    |   | Playoffs      |
| 4    | Spartak Office Shoes      |   |   |   |    |    |    |   | Playoffs      |
| 5    | Mega Superbet             |   |   |   |    |    |    |   | Play-outs     |
| 6    | Zadar                     |   |   |   |    |    |    |   | Play-outs     |
| 7    | Bosna BH Telecom          |   |   |   |    |    |    |   | Play-outs     |
| 8    | Ilirija                   |   |   |   |    |    |    |   | Play-outs     |
| 9    | Vienna                    |   |   |   |    |    |    |   | Play-outs     |

| ↓ Casa\Visitante →   | BOR | DUB | FMP | IGO | KRK | PAR | SCD | SPL | UBT |
| -------------------- | --- | --- | --- | --- | --- | --- | --- | --- | --- |
| Borac Mozzart        |     |     |     |     |     |     |     |     |     |
| Dubai Basketball     |     |     |     |     |     |     |     |     |     |
| FMP Soccerbet        |     |     |     |     |     |     |     |     |     |
| Igokea M:tel         |     |     |     |     |     |     |     |     |     |
| Krka                 |     |     |     |     |     |     |     |     |     |
| Partizan Mozzart Bet |     |     |     |     |     |     |     |     |     |
| SC Derby             |     |     |     |     |     |     |     |     |     |
| Split                |     |     |     |     |     |     |     |     |     |
| U-BT Cluj Napoca     |     |     |     |     |     |     |     |     |     |

| ↓ Casa\Visitante →   | BOS | BUD | CED | CRV | ILI | MEG | SPA | VIE | ZAD |
| -------------------- | --- | --- | --- | --- | --- | --- | --- | --- | --- |
| Bosna BH Telecom     |     |     |     |     |     |     |     |     |     |
| Budućnost VOLI       |     |     |     |     |     |     |     |     |     |
| Cedevita Olimpija    |     |     |     |     |     |     |     |     |     |
| Crvena Zvezda        |     |     |     |     |     |     |     |     |     |
| Ilirija              |     |     |     |     |     |     |     |     |     |
| Mega Superbet        |     |     |     |     |     |     |     |     |     |
| Spartak Office Shoes |     |     |     |     |     |     |     |     |     |
| Vienna               |     |     |     |     |     |     |     |     |     |
| Zadar                |     |     |     |     |     |     |     |     |     |

## Segunda fase

### Top 8

#### Tabela de classificação
| Pos. | Clube | J | V | D | P+ | P- | SP | P | Classificação |
| ---- | ----- | - | - | - | -- | -- | -- | - | ------------- |
| 1    |       |   |   |   |    |    |    |   | Playoffs      |
| 2    |       |   |   |   |    |    |    |   | Playoffs      |
| 3    |       |   |   |   |    |    |    |   | Playoffs      |
| 4    |       |   |   |   |    |    |    |   | Playoffs      |
| 5    |       |   |   |   |    |    |    |   | Playoffs      |
| 6    |       |   |   |   |    |    |    |   | Playoffs      |
| 7    |       |   |   |   |    |    |    |   | Play-ins      |
| 8    |       |   |   |   |    |    |    |   | Play-ins      |

#### Partidas disputadas
| ↓ Casa\Visitante → |    |    |    |    |    |    |    |    |
| ------------------ | -- | -- | -- | -- | -- | -- | -- | -- |
|                    | -— |    |    |    |    |    |    |    |
|                    |    | -— |    |    |    |    |    |    |
|                    |    |    | -— |    |    |    |    |    |
|                    |    |    |    | -— |    |    |    |    |
|                    |    |    |    |    | -— |    |    |    |
|                    |    |    |    |    |    | -— |    |    |
|                    |    |    |    |    |    |    | -— |    |
|                    |    |    |    |    |    |    |    | -— |

### Play-out

#### Tabela de classificação
| Pos. | Clube | J | V | D | P+ | P- | SP | P | Classificação |
| ---- | ----- | - | - | - | -- | -- | -- | - | ------------- |
| 9    |       |   |   |   |    |    |    |   | Play-ins      |
| 10   |       |   |   |   |    |    |    |   | Play-ins      |
| 11   |       |   |   |   |    |    |    |   |               |
| 12   |       |   |   |   |    |    |    |   |               |
| 13   |       |   |   |   |    |    |    |   |               |
| 14   |       |   |   |   |    |    |    |   |               |
| 15   |       |   |   |   |    |    |    |   | Repescagem    |
| 16   |       |   |   |   |    |    |    |   | Rebaixado     |

## Rebaixamento e acesso

### Confrontos
fonte:aba-liga.com/calendar

## Repescagem
| Time 1 | Série | Time 2 | 1º Jogo | 2º Jogo | 3º Jogo |
| ------ | ----- | ------ | ------- | ------- | ------- |
|        | -     |        |         |         |         |

## Playoffs

### Quartas de finais
| Time 1 | Série | Time 2 | 1º Jogo | 2º Jogo | 3º Jogo |
| ------ | ----- | ------ | ------- | ------- | ------- |
|        | -     |        |         |         |         |
|        | -     |        |         |         |         |
|        | -     |        |         |         |         |
|        | -     |        |         |         |         |

### Semifinais
| Time 1 | Série | Time 2 | 1º Jogo | 2º Jogo | 3º Jogo |
| ------ | ----- | ------ | ------- | ------- | ------- |
|        | -     |        |         |         |         |
|        | -     |        |         |         |         |

### Finais
| Time 1 | Série | Time 2 | 1º Jogo | 2º Jogo | 3º Jogo | 4º Jogo | 5º Jogo |
| ------ | ----- | ------ | ------- | ------- | ------- | ------- | ------- |
|        | -     |        |         |         |         |         |         |

## Premiações
| ABA Liga 2025-26 Campeões |
| ------------------------- |
| º título                  |

## Clubes da liga adriática em competições europeias
| Clube             | Competição        | TR | TR | PO | PO | Resultado |
| Clube             | Competição        | V  | D  | V  | D  | Resultado |
| ----------------- | ----------------- | -- | -- | -- | -- | --------- |
| Crvena Zvezda     | EuroLiga          |    |    |    |    |           |
| Partizan          | EuroLiga          |    |    |    |    |           |
| Dubai             | EuroLiga          |    |    |    |    |           |
| Cedevita Olimpija | EuroCopa          |    |    |    |    |           |
| Budućnost         | EuroCopa          |    |    |    |    |           |
| U-BT Cluj-Napoca  | EuroCopa          |    |    |    |    |           |
| Igokea            | Liga dos Campeões |    |    |    |    |           |
| Spartak           | Liga dos Campeões |    |    |    |    |           |
| SC Derby          | Liga dos Campeões |    |    |    |    |           |
| Bosna             | Copa Europeia     |    |    |    |    |           |